# Карсская епархия (Армянская апостольская церковь)
Карсская епархия Эчмиадзинского патриархата Армянской Апостольской церкви (арм. Հայ Առաքելական եկեղեցու Կիլիկիայի պատրիարքության Կարսի թեմ) — упразднённая епископская епархия Армянской Апостольской церкви бывшая в составе Эчмиадзинского патриархата с центром в городе Карс.

## История
В юрисдикцию Карсской епархии входила территория Карсской области Российской империи. По данным на 1911 год количество верующих Армянской Апостольской церкви — 65.000, общин — 91, а также верующих Армянской Католической церкви — 1.000. 
Епархия имела 93 церквей.